# یواس‌اس نوریس (دی‌دی-۸۵۹)
یواس‌اس نوریس (دی‌دی-۸۵۹) (به انگلیسی: USS Norris (DD-859)) یک کشتی بود که طول آن ۳۹۰ فوت ۶ اینچ (۱۱۹٫۰۲ متر) بود. این کشتی در سال ۱۹۴۵ ساخته شد.